# HD 175167 b
HD 175167 b — экзопланета, обращающаяся вокруг жёлтого карлика HD 175167 и находящаяся на расстоянии приблизительно 219 световых лет в созвездии Павлина.
Планета была открыта в рамках Magellan Planet Search Program. За время исследований измерения радиальных скоростей были проведены тринадцать раз; они показали, что масса планеты составляет по меньшей мере 7,8 масс Юпитера, а её орбита сильно вытянута. Полный оборот вокруг звезды занимает 3,53 года.